# Albtherme Waldbronn

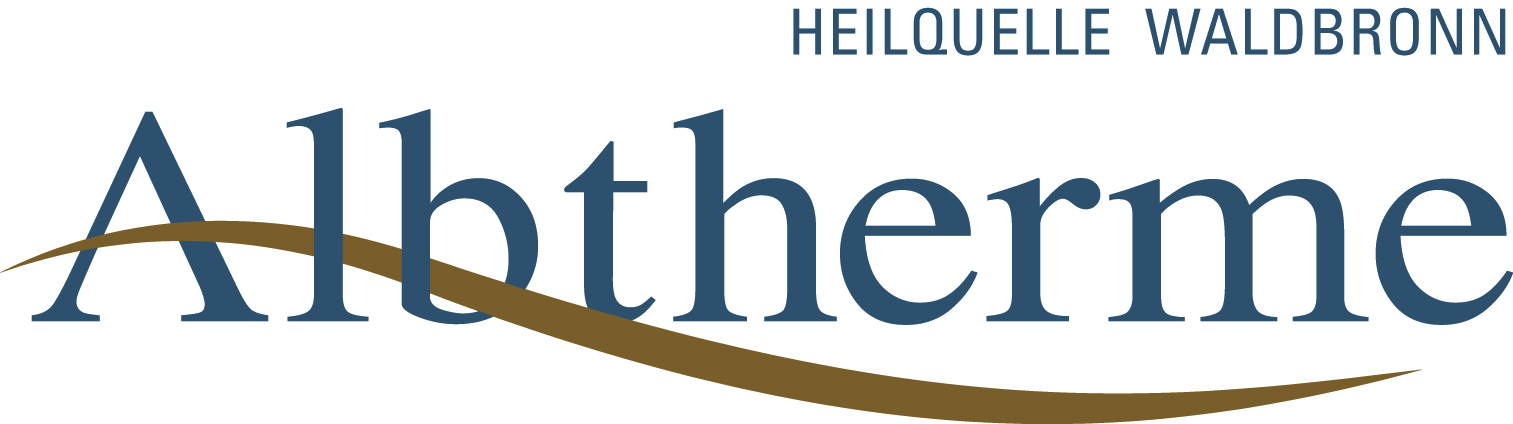

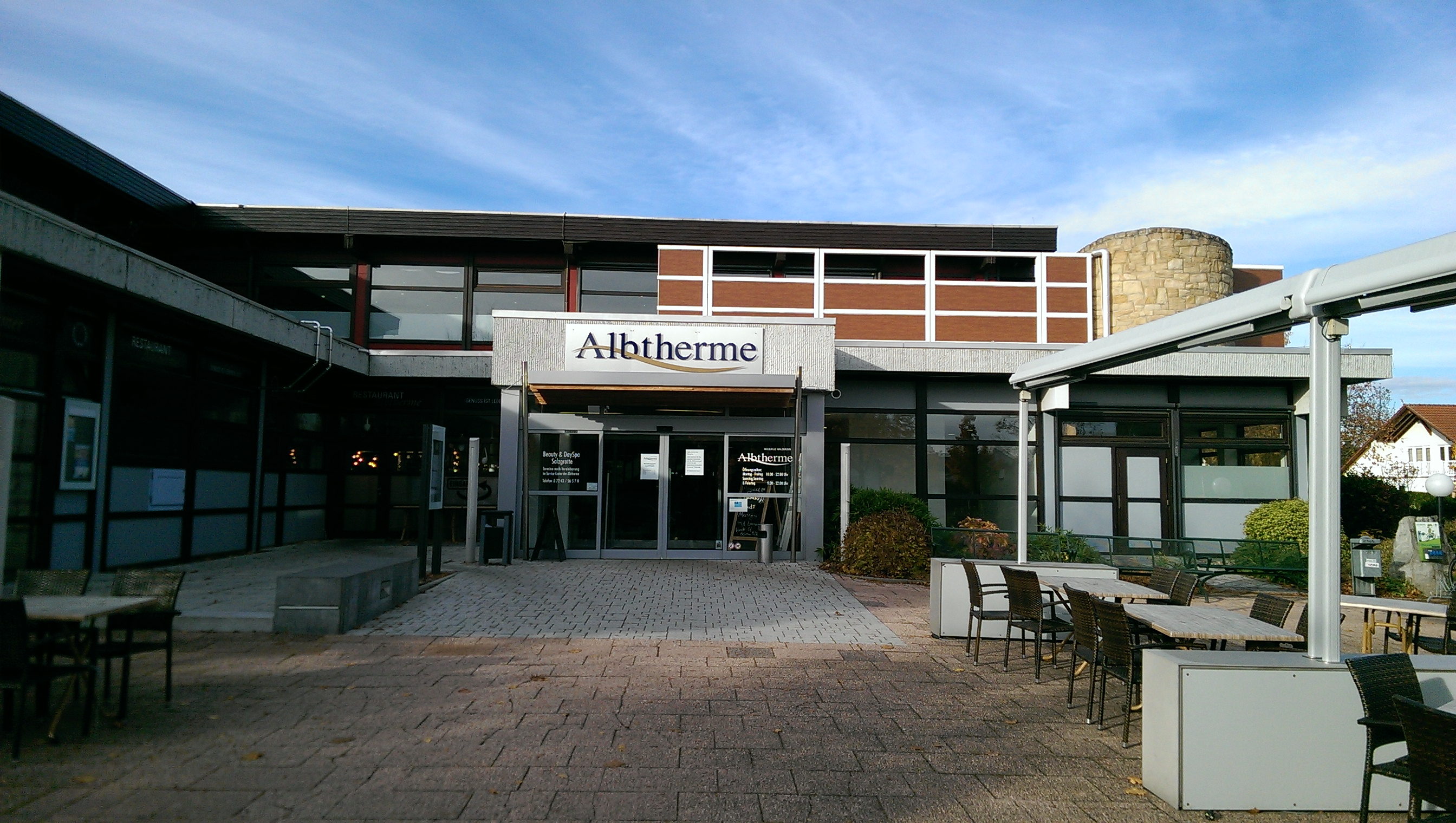
Albtherme Waldbronn mit Vorplatz

Die Albtherme ist ein Thermalbad in Waldbronn (Landkreis Karlsruhe), das 1976 nach den Plänen der Architekten Wedler, Greinert & Bender erbaut wurde. Die Albtherme bezieht ihr Wasser aus der gemeindeeigenen Quelle im nah gelegenen Kurpark. Da die Heilquelle wissenschaftlich als solche anerkannt ist, darf die Gemeinde Waldbronn seit Mai 1993 den Zusatz „Ort mit Heilquellenkurbetrieb“ führen.

## Lage
Die Albtherme liegt in der Albtalgemeinde Waldbronn, nahe Ettlingen und Karlsruhe, mit Blick in die ersten Höhenzüge des Nordschwarzwaldes.

## Daten und Fakten in der Übersicht
| Beschreibung                                                                    | Angabe   |
| ------------------------------------------------------------------------------- | -------- |
| Baujahr                                                                         | 1976     |
| Wissenschaftliche Anerkennung "Ort mit Heilquellenkurbetrieb"                   | 1993     |
| Grundfläche Badelandschaft (Erdgeschoss)                                        | 1200 m²  |
| Grundfläche Saunalandschaft (Obergeschoss – Gemischt, Damen- und Herrenbereich) | 1100 m²  |
| Wassertemperatur                                                                | 32–35 °C |
| Tiefe der Quelle                                                                | 400 m    |

## Kurmittel
Eine thermale Heilquelle sowie Anwendungen mit Vulkanit-Fango-Mineralschlamm.

## Heilanzeigen
Das Bad wird besonders genutzt bei Erkrankungen des Stütz- und Bewegungsapparates. Dies sind: Erkrankungen der Stütz- und Bewegungsorgane, degenerative Erkrankungen der Gelenke und der Wirbelsäule, rheumatische Erkrankungen. Des Weiteren wird es genutzt für Nachbehandlung nach Operationen und Unfallverletzungen an den Bewegungsorganen.

## Einrichtungen
Mit Badelandschaft, Saunabereich und Beauty & DaySpa ist die Albtherme auf drei Etagen angelegt. Die Badelandschaft mit einem  Innenbecken, einem Erlebnisbecken mit Sprudelliegen   und einem Therapiebecken verfügt über eine Grundfläche von 1200 Quadratmeter. Zum Außenbecken mit Liegewiese führt ein Schwimmkanal innerhalb des Beckens. Die Temperaturen betragen zwischen 32 und 35 Grad. Es gibt verschiedene Sprudelbänke, Massagedüsen und Whirlpools. Wassergymnastik erfolgt montags bis samstags. Im Therapiebecken finden Kurse der Rheuma-Liga statt.
Im Obergeschoss befinden sich auf 1100 Quadratmetern drei textilfreie Saunabereiche, jeweils für Gemischt, Herren und Damen. Dampfbäder und finnische Saunen befinden sich in allen drei Bereichen.
Im unteren Bereich der Albtherme befindet sich ein Beauty & DaySpa Bereich mit Themen-Massagen, Gesichtsbehandlungen, Maniküre, Pediküre sowie einer Totes-Meer-Salzgrotte.
Zur Albtherme, die 2015 vom Heilbäderverband Baden-Württemberg mit fünf Wellness Sternen ausgezeichnet wurde, gehören auch ein Restaurant, ein Bücherzimmer und ein Shop. Über die gleichnamige Bushaltestelle ist die Albtherme an den öffentlichen Nahverkehr angebunden.

## Zielgruppe
Die Albtherme Waldbronn richtet sich als Wellness-Anlage an Freizeitpublikum, wenn auch die gesundheitlichen Vorzüge eines Aufenthalts im Thermalbad und medizinische Indikationen benannt werden.